# Rugby Club Batoumi
Actualités
Le Rugby Club Batumi (en géorgien : სარაგბო კლუბი ბათუმი, parfois partiellement francisé en Rugby Club Batoumi) est un club géorgien de rugby à XV basé à Batoumi.

## Historique
Le club de rugby du Rugby Club Batoumi est créé en 1969.
Il dispute le Bouclier continental en 2017-2018, se hissant à l'issue de la phase de poules en demi-finale des barrages.
En tant que champion de Géorgie au terme de la saison 2021-2022, le club rejoint également la Super Cup, compétition organisée par Rugby Europe et rassemblant divers clubs européens,  pour la saison 2022-2023 en tant que deuxième équipe géorgienne ; cette intégration ne remet pas pour autant en cause sa participation au championnat national.

## Identité visuelle

Évolution du logo.
Ancien logo abandonné en 2016.
Logo depuis 2016.

## Palmarès
- Championnat de Géorgie de rugby à XV :
  - Champion : 1999[1], 2002[1], 2019[1],[5], 2022[6].
- Coupe de Géorgie de rugby à XV :
  - Vainqueur : 2001, 2002[1].